# 邁爾拉赫格拉本河
49°05′25″N 10°46′53″E / 49.09028°N 10.78138°E
邁爾拉赫格拉本河（德語：Meierlachgraben），是德國的河流，位於該國東南部，由巴伐利亞負責管轄，屬於盧伊森格拉本河的右支流，河道全長0.7公里，流經魏森堡-貢岑豪森縣。